# Lanterna

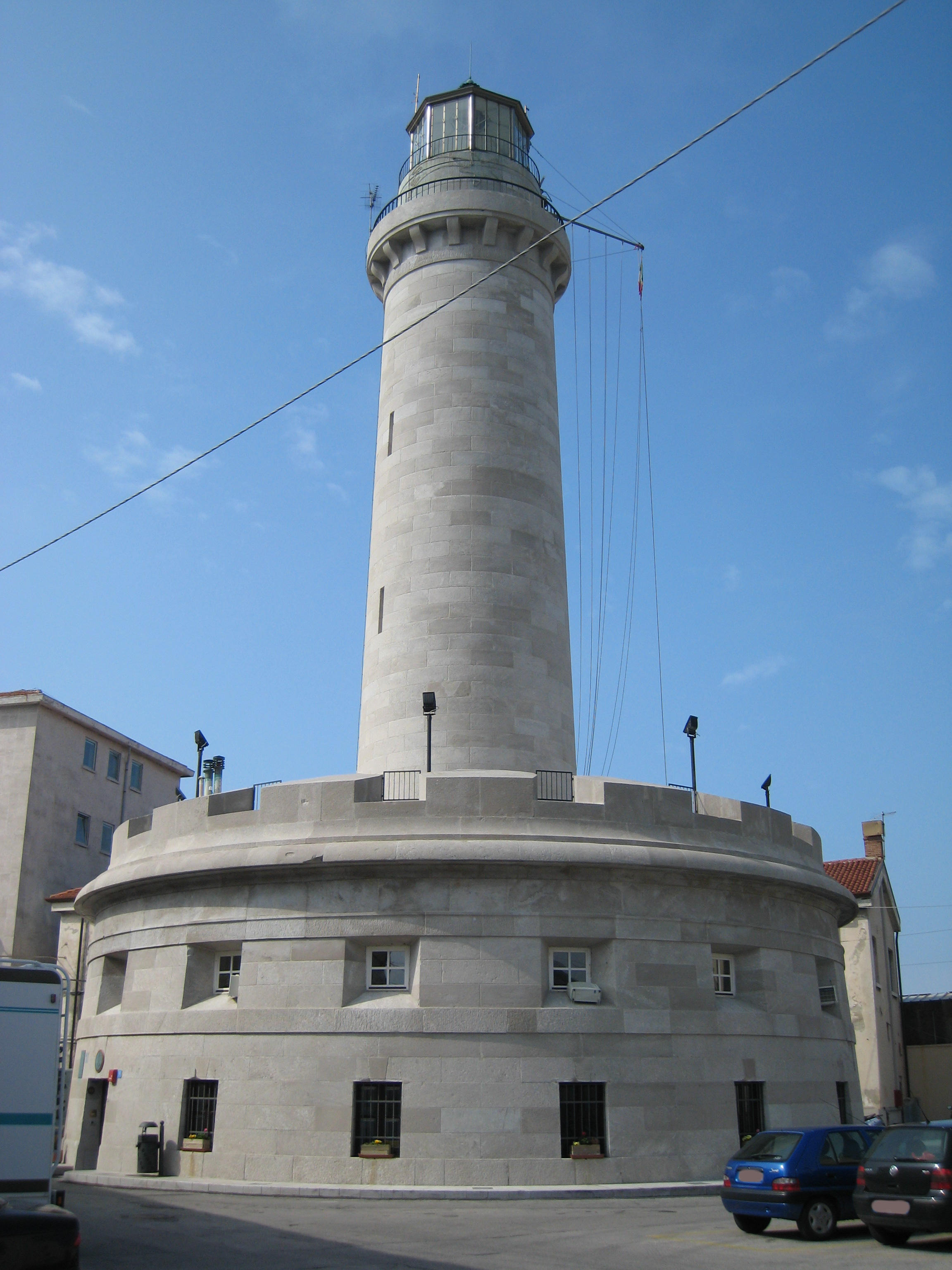
Lanterna am Hafenkai Fratelli Bandiera (2008)

Lanterna (italienisch; deutsch „Laterne“ oder „Leuchtturm“) ist der ehemalige Leuchtturm der norditalienischen Stadt Triest im alten Hafen, der von 1833 bis 1969 in Betrieb war. Er gehörte zu einem von der Triester Handelskammer initiierten Projekt mit über einem Dutzend Leuchttürmen an der Adriaküste, mit denen in der ersten Hälfte des 19. Jahrhunderts die Sicherheit der Schifffahrt erhöht werden sollte.

## Geschichte
Der 33 Meter hohe Leuchtturm geht auf einen Plan des von 1776 bis 1882 als Gouverneur Triests tätigen Karl von Zinzendorf zurück. 1831 wurde er dann nach dem Entwurf des deutschstämmigen Architekten Matteo Pertsch erbaut. Sein Fundament ruht auf dem Felsen Scoglio dello Zucco, vor dem schon die Römer die Schiffe mit einem Signalsystem warnten. Er ist Teil der Mole Fratelli Bandiera (ehemals Molo di Santa Teresa), die den östlichen Abschluss des alten Hafens von Triest (Porto Vecchio) bildet und deren Bau in der Zeit von 1744 bis 1769 von Maria Theresia initiiert worden war. Bei seiner Inbetriebnahme am 11. Februar 1833 war er das einzige Lichtsignal am Golf von Triest, das 16 Seemeilen weit reichte und durch „einen Leuchtapparat nach Fresnel’schem Systeme mit einer grossen Moderateur-Lampe und zwei concentrischen Dochten“ erzeugt wurde. Durch ein damals neuartiges System wurde ein intermittierendes Licht mit einer Unterbrechungsfrequenz von 30 Sekunden ausgestrahlt. Ab 1860 arbeitete es auf Petroleum-Basis und seit 1926 elektrisch. Die Leuchttechnik befindet sich heute im Marinemuseum von La Spezia. Im Jahr 1946 erhielt die Lanterna eine Außenhaut in der für Leuchttürme verbreiteten farblichen Gestaltung mit horizontalen Streifen, die aber 1955 unter Wiederherstellung der Originalfarben wieder beseitigt wurde.
Mit der Inbetriebnahme des neuen Leuchtturms Faro della Vittoria (Leuchtturm des Sieges) 1927 auf der gegenüberliegenden Seite des Golfs von Triest, im Stadtteil Gretta, verlor das Leuchtfeuer der Lanterna seine Bedeutung für die Schifffahrt, es wurde aber erst 1969 außer Dienst gestellt. Heute dient der Turm als normale Hafenbeleuchtung.

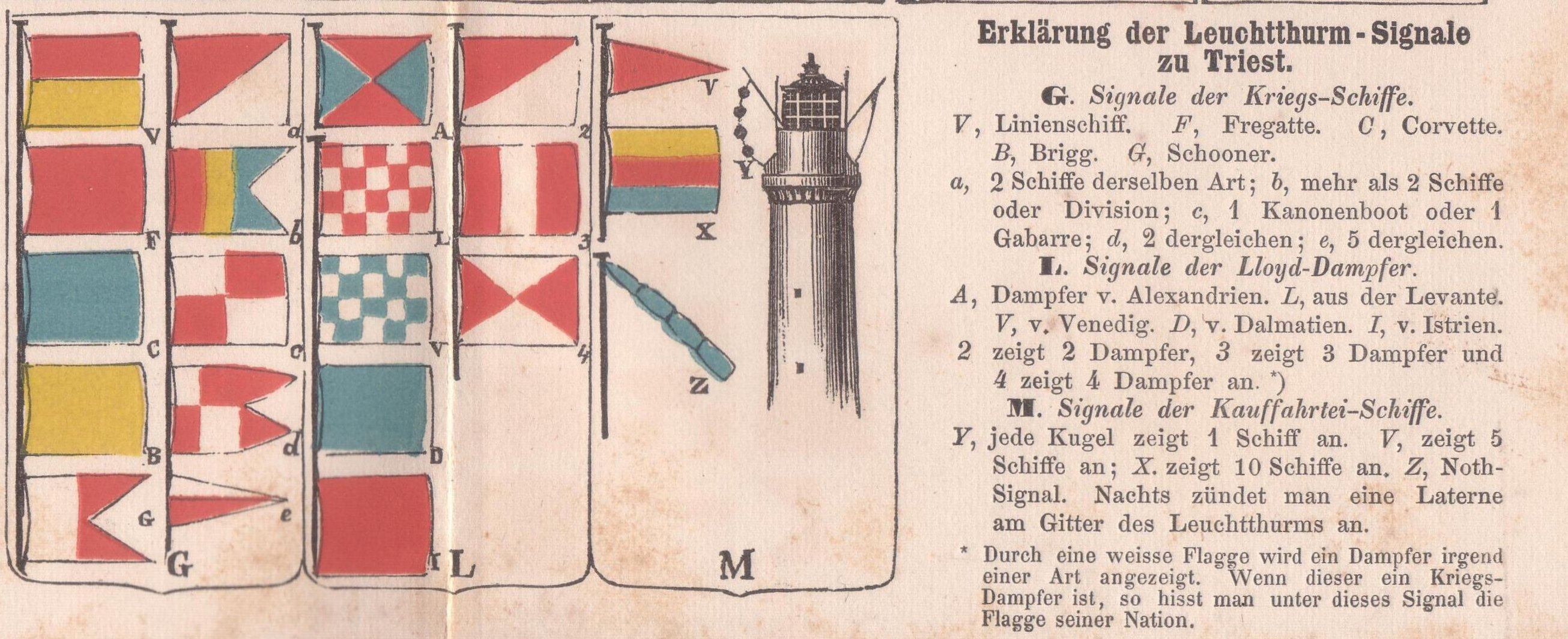
„Erklärung der Leuchtthurm-Signale zu Triest“ aus dem Reiseführer Lloyd's Triest (1857)

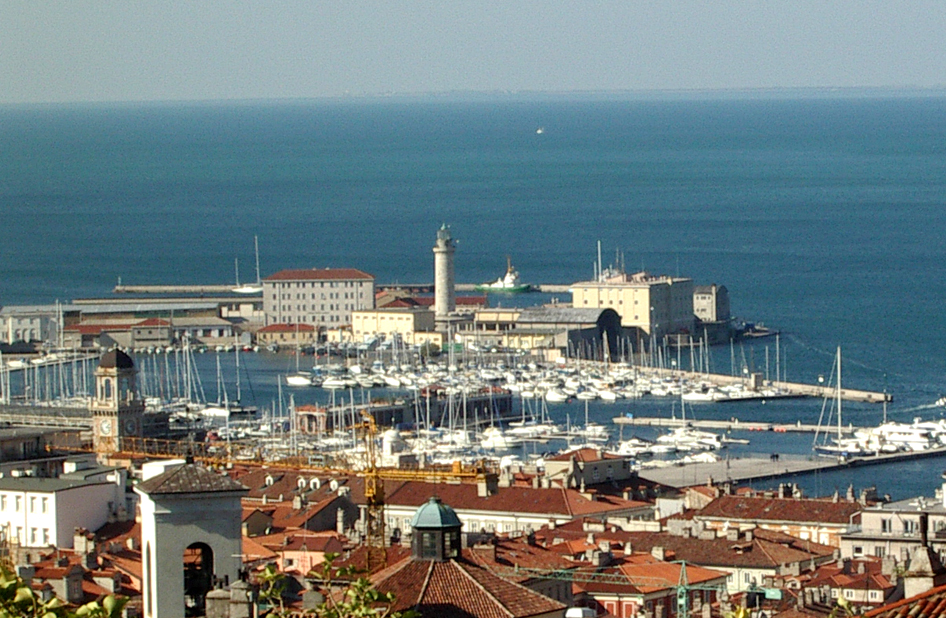
Blick auf die Mole Fratelli Bandiera vom Stadthügel San Giusto (2003)

## Weitere Signale und Anzeigen des Leuchtturms
Mit Flaggen und Kugeln wurden vom Leuchtturm die Schiffsbewegungen im Hafen angezeigt (Abbildung), und ein vom Leuchtturmfuß abgefeuerter Kanonenschuss kündigte die Mittagsstunde an. An seiner Seeseite war an einer Skale der Barometer-Stand ablesbar, der mehrmals täglich aktualisiert wurde.

## Verteidigungsanlage
Der Leuchtturm ruht auf einer kreisförmigen Basis mit einem Umfang von 60 Metern, einem sogenannten „Maximilianischen Turm“ mit zwei Reihen von Schießscharten, der eine Rundumverteidigung von 360° zuließ. Seine Konstruktion ging auf Erzherzog Maximilian Joseph von Österreich-Este zurück, der dabei dem englischen Vorbild der Martello-Tower gefolgt war. Neben der Leuchtturmbasis gab in Triest drei weitere Maximilianische Türme: das Fort von Sanza und zwei weitere Türme am Lazarett Santa Teresa.

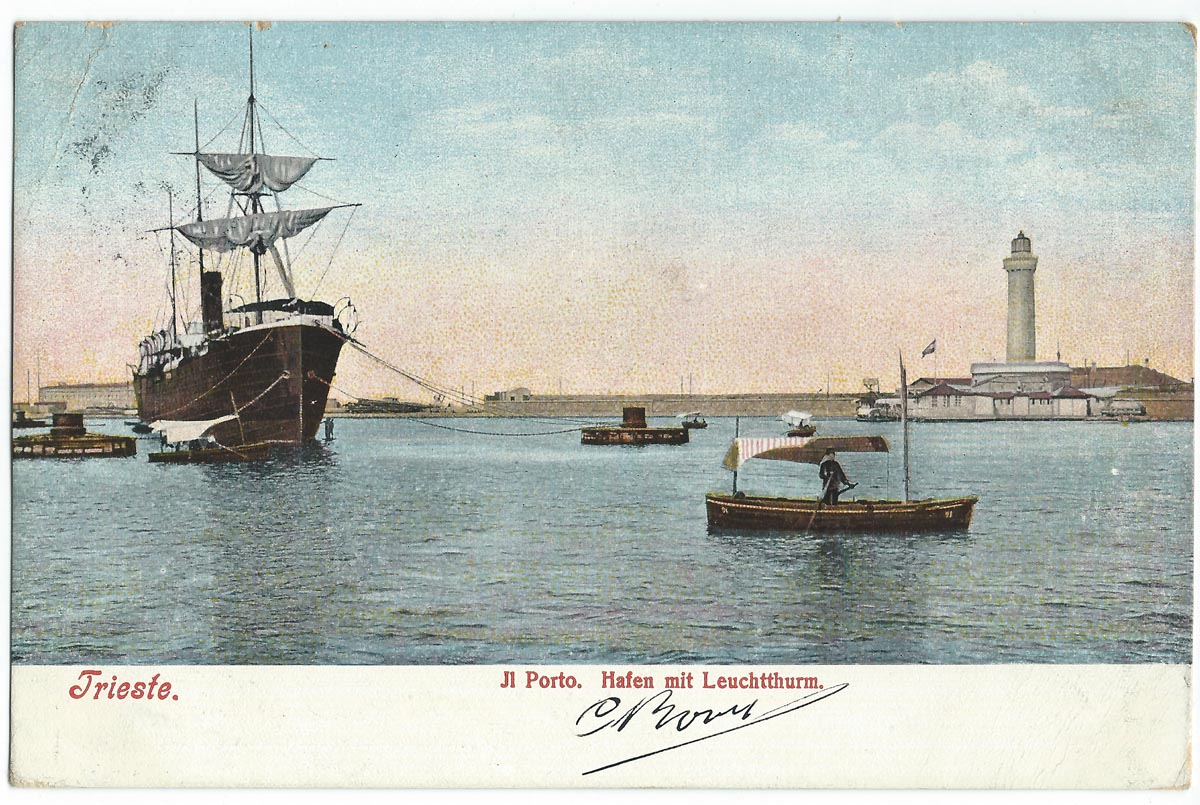
Hafen mit Leuchtturm um 1900

## Sonstiges
- Der Leuchtturm war im 19. Jahrhundert mit „einer Erlaubniskarte des Platzkommando’s“ zugänglich.[5] Heute ist er zu festen Öffnungszeiten für Touristen geöffnet und kann bestiegen werden.

- Zusammen mit einem Raddampfer in rauer See zierte die Lanterna die Titelblätter des von 1850 bis 1865 vom Österreichischen Lloyd herausgegebenen Almanachs Illustriertes Familienbuch.

- Ein Modell des Leuchtturms befindet sich im Museum der Handelskammer Triest (Museo Commerciale di Trieste).[1]